# 735 (číslo)
Sedm set třicet pět je přirozené číslo. Následuje po čísle sedm set třicet čtyři a předchází číslu sedm set třicet šest. Římskými číslicemi se zapisuje DCCXXXV a řeckými číslicemi ψλε.

## Matematika
735 je:
- Deficientní číslo
- Složené číslo
- Nešťastné číslo

## Astronomie
- (735) Marghanna je planetka hlavního pásu, kterou objevil v roce 1912 Heinrich Vogt

## Roky
- 735
- 735 př. n. l.